# Marie Henriques
Marry (Marie) Henriques (født 26. juni 1866 på Petershøj, Klampenborg, død 12. januar 1944 på Montebello i Helsingør) var en dansk maler.

## Opvækst og første år
Henriques var af jødisk oprindelse. Hun var datter af vekselmægler Martin Henriques og Therese Abrahamson. Marie Henriques tog privatundervisning tre vintre hos Frants Henningsen. 
I 1888 bekostede faderen et halvt års ophold i Paris, hvor hun blev undervist af den belgisk-franske maler Alfred Stevens, den norske maler Christian Krohg og den franske maler Othon Friesz. Samme år oprettede Kunstakademiet omsider Kunstakademiets Kunstskole for Kvinder, og hun blev elev på dens første årgang med Viggo Johansen som lærer. I 1893 fik hun afgang.
Marie Henriques havde sit kunstneriske talent fælles med onklerne Nathan, Sally og Samuel Henriques og med broderen, den otte år ældre musiker og forfatter Robert Henriques. Hun malede fra begyndelsen naturalistisk, men blev i Paris stærkt influeret af impressionisterne. I Skagen fandt hun i Anna Ancher et forbillede. 

## Anerkendelse
Henriques vandt megen anerkendelse med en række akvareller og farvelitografier, dels efter arkitektur, dels efter polykrome arkaiske og andre skulpturer efter indgående studier i Grækenland. På opfordring af det græske kulturministerium malede hun 1911 en række akvareller til den arkæologiske udstilling i Rom samme år. Andre af hendes arbejder er erhvervet af museer i Kassel og Wien og hjemme, bl.a. Institut for Arkæologi og Etnologi ved Københavns Universitet og Afstøbningssamlingen. For sidstnævnte har hun desuden i 1913 farvelagt flere afstøbninger af arkaiske græske skulpturer efter den originale bevarede bemaling. På sine ældre dage fik Henriques' landskaber et anstrøg af et kubistisk formsprog, der vidner om en fortsat udvikling gennem hele det kunstneriske forløb.
Marie Henriques var i 1916 med til at stifte Kvindelige Kunstneres Samfund. Hun deltog i bestyrelsen til 1935. 1932-34 var hun medlem af Akademiraadet og 1935-37 medlem af bestyrelsen for Kunstforeningen. Desuden var hun medlem af Ny Carlsberg Museumslegat og Akademiets repræsentant i Henriette Melchiors Stiftelse.
Kunstnernes Statsunderstøttede Croquisskole blev stiftet i 1918 på initiativ af Kvindelige Kunstneres Samfund, med Anne Marie Carl-Nielsen og Marie Henriques som igangsættere, sammen med repræsentanter for andre kunstnerorganisationer.
På sine gamle dage blev Henriques lettere dement, så da jødeforfølgelserne satte ind i efteråret 1943, fandt familien det klogest at 'gemme' hende på rekreationshjemmet Montebello i Helsingør, hvor hun døde i 1944.
Hun forblev ugift og er begravet på Mosaisk Vestre Begravelsesplads.
I 1869 på sin 3-års fødselsdag blev hun foræret en billedbog af H.C. Andersen. Den blev i 2017 solgt gennem auktionshuset Bruun Rasmussen til en udenlandsk køber, og med en salgspris på 2,9 millioner kroner satte den dansk auktionsrekord for et værk af forfatteren. Efter at billedbogen var blevet solgt, nedlagde Kulturværdiudvalget forbud mod at den udførtes af landet, og med donation fra Augustinus Fonden, og Slots- og Kulturstyrelsen blev den erhvervet fra køberen. Bogen blev efterfølgende overdraget til Odense Bys Museer.
| - Billeder med Marie Henriques - Selvportræt, olie på træ, ca. 1889 - Marie Henriques og Eva Drachmann, ca. 1900 - Marie Henriques i Annecy, 1920'erne - Marie Henriques i dagligstuen i Frederiksholms Kanal 20, 1930'erne - Marie Henriques i 1943 på Montebello i Helsingør, hvor hun døde 12. januar 1944 |

| - Værker af Marie Henriques - Ung pige i hvid kjole, 1893 - Interiør fra en stue, 1911 - Apollo fra Veji, 1911 - Kore Akropolis nr. 674, 1911 - Etruskisk sarkofag, 1928 - Udsigt over Kattegat med kig mod Kullen, ukendt år |

## Hæder
- 1928 Officier de l'Académie.
- 1934 Tagea Brandts Rejselegat.